# Club Deportivo Once Lobos
El Club Deportivo Once Lobos es una institución deportiva de la ciudad de Chalchuapa, El Salvador. La organización posee diferentes categorías de fútbol, siendo su representación más importante el equipo que milita en la Liga de Ascenso. Su actual cuerpo técnico del Clausura 2025 está conformado por el exfutbolista Juan Carlos Moscoso como entrenador principal y Francisco Guinea como preparador físico.

## Historia
La «fundación Once Lobos» surgió el año 1922 con la fusión de los equipos Esparta y Germania, y su primer entrenador fue Ranulfo Castro. Obtuvo su personalidad jurídica el año 1933 con la publicación de sus estatutos en el Diario Oficial. Para el año 1956 consiguió el ascenso de la Liga Mayor B tras una victoria de 3-0 sobre el equipo Construcciones de Ahuachapán; y en 1976 pasó a la Categoría de Ascenso bajo la dirección del entrenador argentino Raúl Miralles. Jugadores destacados de esta época eran el portero Mauricio «Tarzán» Alvarenga, y Juan Ramón «Mon» Martínez. 
El equipo chalchuapaneco conquistó el ascenso a la Primera División en la temporada 1979/80, cuando derrotó en doble juego al representativo de la Universidad José Simeón Cañas (1-0 y 4-1). Pero su estadía en la máxima categoría perduró hasta 1986/87, y retornó a la Liga de Ascenso. Diez años después, volvió a la Primera División, aunque apenas duró una temporada.
Ya en la era de torneos cortos, el equipo «lobezno» logró el campeonato del Torneo Clausura 2014, al imponerse en doble juego al C.D. Brasilia de Suchitoto (victoria de 4-1 en juego de ida, y derrota de 2-3 en la vuelta), por lo que también obtuvo el derecho de disputar el título de la Liga contra el campeón del Apertura 2013, Pasaquina F.C., y por tanto el ascenso a la Liga Mayor. La serie final ante el Pasaquina la perdió con marcador a favor de 1-0 en la ida como local, y derrota de 2-0 como visitante en tiempo extra.

## Organización
De acuerdo a sus propósitos, Once Lobos es una institución que contribuye al «proceso de desarrollo integral de la sociedad de Chalchuapa, promoviendo, organizando y ejecutando programas y proyectos en las diversas ramas del deporte». Para lograr sus objetivos, tiene a su cargo diversas categorías de equipos de fútbol que abarcan desde los cinco años hasta el equipo profesional.

## Jugadores

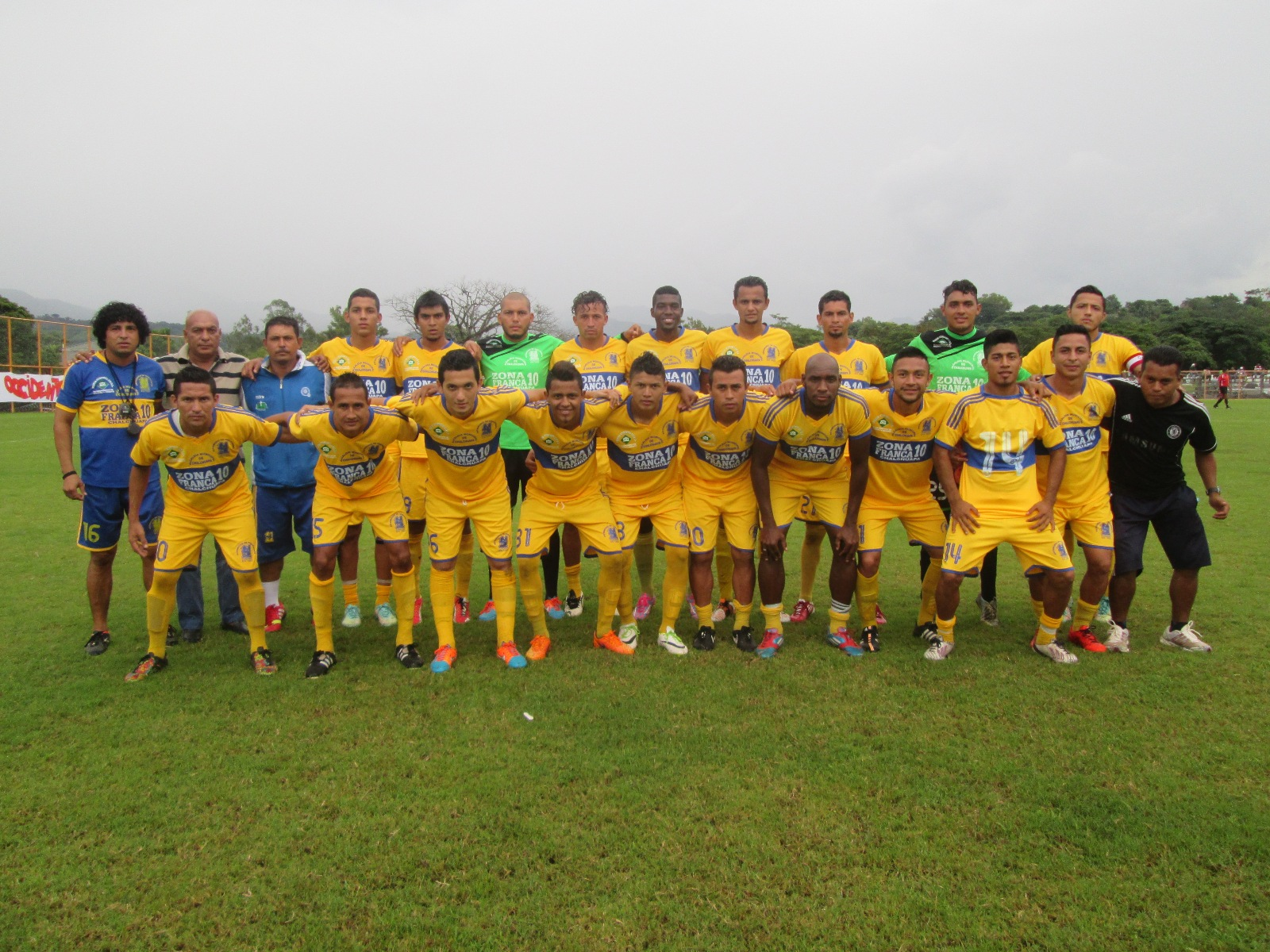
Cuerpo técnico y parte de los jugadores que conforman la planilla de Once Lobos en el Apertura 2015

## Campeonato 2015/2016
Tablas de Posiciones Apertura 2015
|  | Pos. | Equipos                 | PJ | PG | PE | PP | GF | GC | Dif. | Pts. |
|  | ---- | ----------------------- | -- | -- | -- | -- | -- | -- | ---- | ---- |
|  | 1.   | Atlético Comalapa       | 20 | 11 | 9  | 0  | 26 | 8  | 18   | 42   |
|  | 2.   | C.D Once Lobos          | 20 | 11 | 8  | 1  | 36 | 21 | 18   | 41   |
|  | 3.   | E.F San Pablo           | 20 | 10 | 2  | 8  | 39 | 32 | 7    | 32   |
|  | 4.   | C.S.D Vendaval          | 20 | 6  | 12 | 2  | 29 | 21 | 8    | 30   |
|  | 5.   | C.D El Roble            | 20 | 8  | 5  | 7  | 32 | 36 | 6    | 29   |
|  | 6.   | C.D Once Municipal      | 20 | 8  | 4  | 8  | 29 | 27 | 2    | 28   |
|  | 7.   | A.D Apopa               | 20 | 6  | 4  | 10 | 27 | 36 | -9   | 22   |
|  | 8.   | C.D Brasilia            | 20 | 6  | 4  | 10 | 21 | 30 | -9   | 22   |
|  | 9.   | C.D Quequeisque         | 20 | 5  | 5  | 10 | 17 | 29 | -12  | 20   |
|  | 10.  | C.D Marte Soyapango     | 20 | 6  | 2  | 12 | 28 | 38 | -10  | 20   |
|  | 11.  | ADM Leones de Occidente | 20 | 2  | 7  | 11 | 30 | 52 | -22  | 2    |

## Palmarés
- Liga de Ascenso (3): 1979/1980, 1995/1996 y Torneo Clausura 2004
- Torneos cortos de Liga de Ascenso (1): Clausura 2014.
- Liga Mayor B (1): 1976